# Лорд маєтку

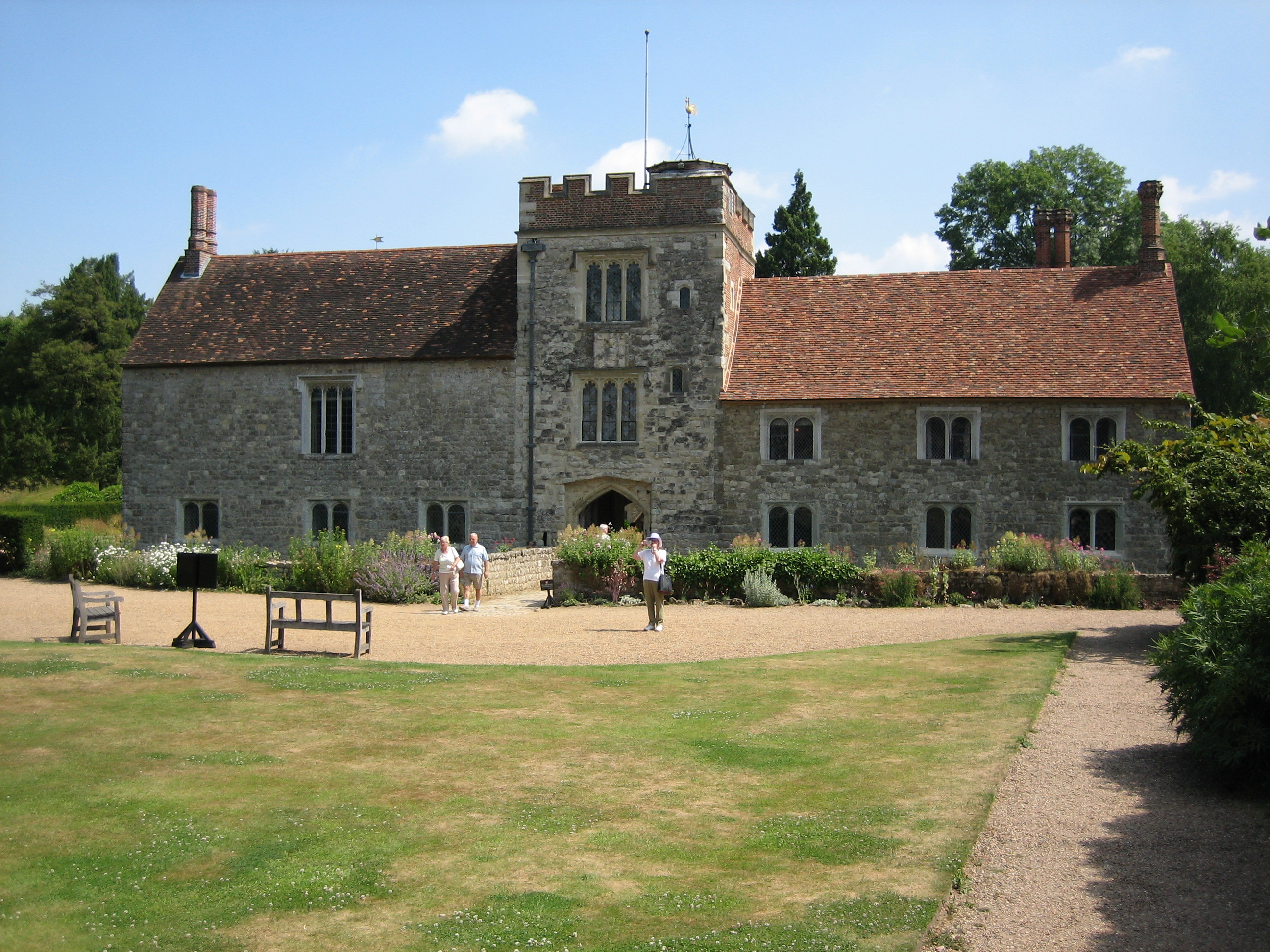
Ігхем Моут, критий ровом маєток XV століття поблизу Севенокса, Кент, Англія

Лорд маєтку — титул, який в англосаксонській Англії належав землевласнику сільського маєтку. Лорд користувався маєтними правами (правами засновувати та займати резиденцію, відому як садиба та володіння), а також сеньйорією, правом надавати або отримувати вигоду з маєтку. Цей титул зберігається в сучасній Англії та Вельзі як юридично визнана форма власності, якою можна володіти незалежно від її історичних прав. Він може повністю належати одній особі або бути часткою, спільною з іншими людьми.
Титул, подібний до такого володарства, відомий французькою як Sieur або Seigneur du Manoir , Gutsherr німецькою мовою Kaleağası (Kaleagasi) турецькою Godsherre норвезькою та шведською мовами Breyr по- валлійськи, Ambachtsheer голландською мовою та Signore або Vassallo італійською мовою.

## Типи
Історично лорд маєтку міг бути або головним орендарем, якщо він володів капітальним маєтком безпосередньо від Корони, або месне лорда, якщо він був васалом іншого лорда. Витоки лордства маєтків виникли в англосаксонській системі маноріалізму. Після норманського завоювання землі на рівні садиб були записані в Книзі Страшного суду 1086 року (норманський реєстр на Сицилії називався латиною Catalogus Baronum, складений кількома роками пізніше). Назва нині не може бути розділена. Це було заборонено з 1290 року статутом Quia Emptores, який забороняє орендарям відчужувати свої землі іншим шляхом субфеодації, натомість вимагає від усіх орендарів, які бажають відчужувати свою землю, робити це шляхом заміни.
Лорд Деннінг у справі Коледж Корпус-Крісті Оксфорд проти Ради округу Глостершир [1983] QB 360 так описав маєток:
У середньовіччі маєток був ядром англійського сільського життя. Це була адміністративна одиниця великої території. Усім ним спочатку володів лорд маєтку. Він жив у великому будинку, що називався панським. До нього було прибудовано багато акрів пасовищ і лісів, які називаються парком. Це були «власні землі», які перебували в особистому користуванні володаря маєтку. Навколо були розсіяні огороджені будинки та землі, зайняті «орендарями маєтку».

## Називання осіб
Власника маєтку можна описати як Чарльза С., лорда/леді маєтку [назва місця], іноді скорочено до лорда або леді [назва місця]. У наш час будь-яка особа може використовувати ім'я, яке не є власністю іншої особи. Згідно з англійським загальним правом особа може вибрати будь-яке ім'я, яке вона вважає за потрібне, якщо це не зроблено з метою вчинення шахрайства або ухилення від зобов'язань; такі зміни часто вносяться за актом опитування (актом про декларацію про зміну імені).
Маноріал — це не шляхетський титул, а напіввимерла форма спадкової земельної власності. У цьому значенні лордство є синонімом власності, хоча ця власність передбачала історичну юридичну юрисдикцію у формі придворного барона. Журнал Justice of the Peace & Local Government Law повідомляє, що позиція незрозуміла щодо того, чи є лордство маєтку титулом честі чи гідності, оскільки це ще має бути перевірено судами. Технічно володарі садиб є баронами або фріменами; однак вони не використовують цей термін як назву. На відміну від титулованих баронів, вони не мали права засідати в Палаті лордів, як це було для всіх знатних перів до Закону про Палату лордів 1999 року. Джон Селден у своїй поважній праці «Почесні титули» (1672) пише: «Слово Баро (лат. „Барон“) також було настільки широко поширене, що не тільки всі лорди маєтків були такими з давніх часів, і в наш час іноді називаються Барони (як у стилі їхніх придворних баронів, який є Curia Baronis тощо І я читав hors de son Barony in a barr to An Avory for hors de son fee). Але також судді казначейства мають цю назву давніх часів».
Стиль «Лорд садиби X» або «Лорд X» є, у певному сенсі, більше описом, ніж титулом, дещо схожим на термін «лерд» (Laird) у Шотландії. Королівський коледж у Кембриджі висловив думку, що цей термін «вказує на багатство та привілеї, а також передбачає права та обов'язки».

## Садибні права чи інциденти
З 1965 року власники маєтків мають право на компенсацію у разі примусового викупу. До Закону про реєстрацію землі 2002 року маєтки можна було зареєструвати в Земельному кадастрі. Після набрання чинності Закону про власність 1922 року після 1925 року не можна було створювати жодних маєтних прав. Маєткові інциденти, які є правами, які власник маєтку може здійснювати щодо землі інших людей, втратили чинність 12 жовтня 2013 року, якщо до того часу не були зареєстровані в Земельному кадастрі. Це окреме питання щодо реєстрації маєтків, оскільки після цієї дати продовжуватимуть існувати як зареєстровані, так і незареєстровані маєтки. З 12 жовтня 2013 року лише їхні практичні права втратять те, що називається «переважаючим інтересом», або, іншими словами, можливість впливати на землю, навіть якщо інтереси чи права не зареєстровані на цю землю. Маєткові інциденти все ще можуть бути зафіксовані як для зареєстрованих, так і для незареєстрованих маєтків; однак докази існування прав можуть знадобитися надати до Земельного кадастру, перш ніж вони будуть зазначені, і вони можуть взагалі не бути зареєстровані після продажу зачепленої землі після 12 жовтня 2013 року. Це питання не впливає на існування титулу лорда маєтку. Були випадки, коли маєтки продавалися, і продавець несвідомо розлучався з правами на незареєстровану землю в Англії та Вельзі.

## Оренда
В Англії в середні віки земля перебувала у власності англійського монарха або могутнього місцевого правителя, який надавав захист у відповідь за службу. Люди, які присягнули сеньйору, називалися васалами. Васалами були шляхтичі, які вірно служили королю в обмін на право користування землею. Однак після норманського завоювання Англії всі землі в Англії перейшли у власність монарха, який потім надав їх у користування графам, баронам та іншим особам в обмін на військову службу за допомогою угоди, відомої як enfeoffment. Особа, яка володіла феодальною землею безпосередньо від короля, називалася головним орендарем.

## Суборенда
Військова служба базувалася на загонах із десяти лицарів (див. Лицарська служба). Можна очікувати, що важливий головний орендар забезпечить усіх десяти лицарів, а менші головні орендарі — половину одного. Деякі головні орендарі «субфеудували», тобто надавали частину землі суборендареві. Подальша субфеодація могла відбуватися аж до рівня лорда окремого маєтку, що само по собі могло становити лише частину гонорару лицаря. Месне лорд був рівнем лорда посередині, що володів кількома маєтками, між володарями маєтку та вищим лордом. Суборендарю, можливо, доведеться надавати лицарські послуги, або фінансувати лише частину, або платити щось суто номінальне. Будь-яка подальша субфеодація була заборонена Статутом Quia Emptores в 1290 році. Лицарська служба була скасована Законом про скасування землеволодінь 1660 року.

## Панські суди
Маєтки були визначені як територія землі та тісно пов'язані з адвокацією церкви; часто за замовчуванням адвокація була додана до прав маєтку, іноді розділена на частини. Багато володарів маєтку були відомі як сквайри в той час, коли землеволодіння було основою влади. У той час як деякі жителі були кріпаками, які були прив'язані до землі, інші були вільними землевласниками, часто відомими як франкліни, які були вільні від звичайних послуг. Періодично всі орендарі збиралися на «маноріальний суд», головою якого був лорд маєтку (або сквайр) або управитель. Ці суди, відомі як суди баронів, розглядали права та обов'язки орендарів, зміну місця проживання та спори між орендарями. Деякі манориальні суди також мали статус судових судів, тож вони обирали констеблів та інших посадових осіб і фактично були магістратськими судами для дрібних правопорушень.

## Пізніша історія
Володіння фрігольдерів захищалося королівськими судами. Після Чорної смерті був попит на робочу силу, тому володарям маєтків стало важко накладати повинності на кріпаків. Однак їх звичайне володіння продовжилося, і в XVI столітті королівські суди також почали захищати цих звичайних орендарів, які стали відомі як копіголдери. Назва виникає тому, що орендареві було надано копію судового протоколу про факт як документ про право власності.
У ХІХ столітті традиційні садиби були ліквідовані. Це було значною мірою тому, що до середини XVII століття у великих англійських містах були провідні жителі, такі як Джон Гаррісон (помер у 1656 р.) з Лідса, який вважав, що володіння маєтком лише одному жителю «надає йому надто великої переваги над його співгромадянами, і наражаючи його на значний одіум». Таким чином, садиба Лідс була поділена між кількома особами (частками). Ця ситуація може створити юридичні проблеми. У січні 1872 року група «володарів садиби Лідс» звернулася до суду, щоб з'ясувати, чи можуть вони «здійснювати акти власності» на землю в той час, коли садиби продавалися більшим міським корпораціям. У 1854 році лорди маєтку Лідс «продали» ці акти власності «корпорації Лідс», яка стала містом Лідс.
До 1925 року після прийняття Закону про власність, Закону про власність 1922 року та Закону про власність (з поправками) 1924 року, які перетворили копіхолд на просту плату, копігольд офіційно припинився. Незважаючи на те, що копігольд було скасовано, титул лорда садиби залишається, і певні пов'язані з ним права також залишаться, якщо вони зареєстровані відповідно до Закону про реєстрацію землі 2002 року. Цей Закон припинив інциденти з садибами, незахищені реєстрацією в Земельному кадастрі після жовтня 2013 року. Закон про реєстрацію землі 2002 року не впливає на існування незареєстрованих володінь після жовтня 2013 року, а лише на права, які раніше були закріплені за ними.
У другій половині ХХ століття багато з цих титулів було продано заможним людям, які шукали відзнаки. Однак деякі покупці, такі як Марк Робертс, суперечливо використали право вимагати незареєстровану землю. Маєток (тобто Lord of the Manor) не є шляхетським титулом, як титул перства.

## Сьогодення

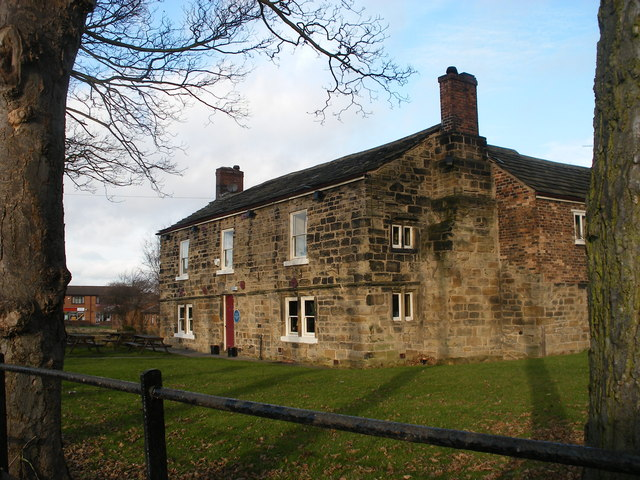
Садиба в Крофтоні, Йорк

Феодальні володіння маєтку існують сьогодні в англійському майновому праві, будучи юридичними титулами, які історично сягають часів норманського вторгнення в Англію в 1066 році. Будучи включеними до права власності (як фізичної, так і нефізичної), їх можна купувати та продавати як історичні артефакти. Сама назва, як зазначено нижче, може бути відокремлена від фізичної власності так само, як і будь-яке інше право. Такі права, як володіння землею, корисні копалини та спорт, можуть бути відокремлені від фізичної власності. Титул з 1290 року не може бути розділений. Права на землю, спортивні права та права на корисні копалини можна розділити. Зазвичай такими операціями займаються юристи з нерухомості.
Є три елементи маєтку (що разом називаються честю):
1. панство або гідність — титул, наданий маєтком,
2. маноріалізм — маєток та її земля,
3. сеньйорія — права, надані власнику маєтку.

Ці три елементи можуть існувати окремо або бути об'єднаними, першим елементом є назва, яка може міститися на частини і не може бути розділена на ординації, це заборонено статутом Quia Emptores запобігання субфеодації, тоді як другий і третій елементи можна розділити. Незважаючи на те, що титули володарства сьогодні більше не мають прав, історично титул володарства сам по собі мав повноваження збирати відданість (тобто послуги) і податки.
Комісія з історичних рукописів веде два реєстри маєтних документів, які охоплюють південну Англію. Один реєстр упорядкований за парафіями, інший упорядкований за маєтками та показує останнє відоме місцезнаходження записів про маєтки, записи часто дуже обмежені. Національний архів у К'ю, Лондон, та офіси графства зберігають багато документів, у яких згадуються садиби чи садиби, у деяких випадках збереглися садиби, такі документи тепер захищені законом.
Питання земельних претензій були порушені в парламенті Великої Британії в 2004 році та обговорювалися з відповіддю на цю тему від парламентського заступника Державного секретаря з конституційних питань, який визнав «необхідність реформи залишків феодального та манориального права» як випадок. було підкреслено в Пітерстоун Вентлог, Уельс, де з селян стягували надмірну плату за перетин садибної землі, щоб отримати доступ до своїх домівок.
У 2007 році застереження проти першої реєстрації призвело до припинення продажу будинків в Алстонфілді після того, як Марк Робертс, бізнесмен з Вельзу, який також раніше був залучений у справу Peterstone Wentloog, зареєстрував застереження проти першої реєстрації на 25 000 акрів (100 км2) після купівлі володарства маєтку Алстонфілд за 10 000 фунтів стерлінгів у 1999 році. Джудіт Брей, експерт із земельного права з Букінгемського університету, розмовляючи з BBC про цю справу, сказала, що «юридична ситуація дуже заплутана, оскільки частина законодавства 1920-х років відокремлювала маєткові права від власності на землю».
У звітах про справу Alstonefield BBC зазначає: «Щороку купуються та продаються десятки титулів, деякі, як той, який Кріс Юбенк купив для розваги, інші розглядаються як можливість для бізнесу. Це цілком законно, і, безсумнівно, титули можуть бути цінними. Окрім прав на землю, як-от відходи та загальні об'єкти, вони також можуть надавати власнику права на землю». Далі у звіті йдеться про те, що Комісія з права в Англії та Вельзі розглядала проект скасування феодального земельного права, але не переглядала садибні права.
У багатьох випадках титул володаря садиби може не мати землі чи прав, і в таких випадках титул відомий як «безтілесний спадок». До прийняття Закону про реєстрацію землі 2002 року можна було добровільно зареєструвати право власності в Земельному кадастрі; більшість не прагнули реєструватися. Обов'язковій реєстрації підлягають операції з раніше зареєстрованими маєтками; однак володарі маєтків можуть вирішити скасувати реєстрацію своїх титулів, і вони продовжуватимуть існувати без реєстрації. Маєткові права, такі як права на корисні копалини, перестали бути зареєстровані після опівночі 12 жовтня 2013 року.
Маноріальний лорд або ледіші пов'язаний не з британською системою почестей, а з феодальною системою. Право власності на маєток можна зазначити в британських паспортах за запитом через офіційну відмітку з такими словами: «Власник є лордом садиби»…………….. Феодальний титул володаря маєтку, на відміну від титулів перства, може успадковуватися жінками. Крім того, це єдина назва, яку можна придбати. Маєток вважається нефізичною власністю в Англії та повністю підлягає примусовому виконанню в англійській судовій системі. Як і їхні англійські аналоги, до 1600 року манориальні титули на колишніх норманських територіях у Франції та Італії не надавали шляхетності своїм власникам так само, як, наприклад, баронство. Статус лорда маєтку пов'язаний з рангом есквайра за документом.

### Право власності на корисні копалини
У 2014 році та раніше існували побоювання, що власники садибних прав дозволять проводити гідророзрив під будинками та поблизу місцевих громад людей, які живуть у садибі, після того, як стало відомо, що 73 000 заявок на отримання садибних прав на корисні копалини було отримано Земельний кадастр. Багато з отриманих заявок були від герцогства Ланкастер і герцогства Корнуолл, які підтверджували їх історичну «панську власність на корисні копалини».